# Suswono
Ir. H. Suswono (ur. 20 kwietnia 1959 w Tegal) – indonezyjski polityk.
Uzyskał magisterium w dziedzinie gospodarki rolnej na prestiżowym Bogor Institute of Agriculture. W 2010 r. obronił pracę doktorską. Pracował jako nauczyciel w jednej ze szkół w Bogorze, był również wykładowcą na macierzystej uczelni i Uniwersytecie Ibn Chalduna w Bogorze.
W latach 1999–2001 był doradcą ministra leśnictwa. 22 października 2009 objął stanowisko ministra rolnictwa w gabinecie Susilo Bambang Yudhoyono.

## Publikacje
Jest autorem wielu artykułów prasowych poświęconych rolnictwu. Wydał również książkę Bangkitlah Petani dan Nelayan Indonesia.